# Канделяриевые (семейство)
Канделяриевые (лат. Candelariaceae)  — семейство лишайников порядка Канделяриевые, включающее в себя 4 рода и около 65 видов. Семейство было описано в 1954 году финским лихенологом Райнаром Хакулиненом (Rainar Hakulinen).

## Описание
Плодовые тела жёлтые. Споры одноклеточные или двуклеточные.

## Среда обитания
Часто на субстратах, богатых азотом.

## Роды
- Candelaria A. Massal., 1852 — Канделярия
- Candelariella Müll. Arg., 1894 — Канделяриелла
- Candelina Poelt, 1974 — Канделина
- Placomaronea Räsänen, 1944 — Плакомарония